# Michal Ďuriš
Michal Ďuriš (Uherské Hradiště, 1º giugno 1988) è un calciatore slovacco, attaccante dello Spartak Trnava.

## Statistiche

### Presenze e reti nei club
Statistiche aggiornate al 21 maggio 2023.
| Stagione                     | Squadra                      | Campionato                   | Campionato | Campionato | Coppe nazionali | Coppe nazionali | Coppe nazionali | Coppe continentali | Coppe continentali | Coppe continentali | Altre coppe | Altre coppe | Altre coppe | Totale | Totale | Totale |
| Stagione                     | Squadra                      | Comp                         | Pres       | Reti       | Comp            | Pres            | Reti            | Comp               | Pres               | Reti               | Comp        | Pres        | Reti        | Pres   | Reti   |        |
| ---------------------------- | ---------------------------- | ---------------------------- | ---------- | ---------- | --------------- | --------------- | --------------- | ------------------ | ------------------ | ------------------ | ----------- | ----------- | ----------- | ------ | ------ | ------ |
| 2005-2006                    | Dukla Banska Bystrica        | SL                           | 14         | 0          | -               | -               | -               | -                  | -                  | -                  | -           | -           | -           | 14     | 0      |        |
| 2006-2007                    | Dukla Banska Bystrica        | SL                           | 10         | 0          | -               | -               | -               | -                  | -                  | -                  | -           | -           | -           | 10     | 0      |        |
| 2007-2008                    | Dukla Banska Bystrica        | SL                           | 26         | 6          | -               | -               | -               | -                  | -                  | -                  | -           | -           | -           | 26     | 6      |        |
| 2008-2009                    | Dukla Banska Bystrica        | SL                           | 29         | 6          | -               | -               | -               | -                  | -                  | -                  | -           | -           | -           | 29     | 6      |        |
| 2009-2010                    | Dukla Banska Bystrica        | SL                           | 24         | 6          | PČ              | 4               | 0               | -                  | -                  | -                  | -           | -           | -           | 28     | 6      |        |
| lug.-ago. 2010               | Dukla Banska Bystrica        | SL                           | 3          | 0          | -               | -               | -               | UEL                | 2                  | 1                  | -           | -           | -           | 5      | 1      |        |
| Totale Dukla Banska Bystrica | Totale Dukla Banska Bystrica | Totale Dukla Banska Bystrica | 106        | 18         |                 | 4               | 0               |                    | 2                  | 1                  |             | -           | -           | 112    | 19     |        |
| ago. 2010-mag. 2011          | Viktoria Plzen               | 1L                           | 23         | 3          | PČ              | 3               | 1               | -                  | -                  | -                  | -           | -           | -           | 26     | 4      |        |
| 2011-2012                    | Viktoria Plzen               | 1L                           | 27         | 6          | PČ              | 2               | 1               | UCL+UEL            | 12+2               | 2+0                | -           | -           | -           | 43     | 9      |        |
| 2012-2013                    | Viktoria Plzen               | 1L                           | 26         | 1          | PČ              | 3               | 0               | UEL                | 14                 | 6                  | -           | -           | -           | 43     | 7      |        |
| 2013-2014                    | Viktoria Plzen               | 1L                           | 25         | 5          | PČ              | 5               | 3               | UCL+UEL            | 11+4               | 2+0                | -           | -           | -           | 45     | 10     |        |
| 2014-2015                    | Mladá Boleslav               | 1L                           | 27         | 4          | PČ              | 5               | 2               | UEL                | 4                  | 3                  | -           | -           | -           | 36     | 9      |        |
| 2015-2016                    | Viktoria Plzen               | 1L                           | 25         | 16         | PČ              | 2               | 0               | UCL+UEL            | 1+7                | 0+2                | -           | -           | -           | 35     | 18     |        |
| 2016-feb.2017                | Viktoria Plzen               | 1L                           | 11         | 3          | PČ              | 2               | 1               | UCL+UEL            | 4+4                | 1+2                | -           | -           | -           | 21     | 7      |        |
| Totale Viktoria Plzen        | Totale Viktoria Plzen        | Totale Viktoria Plzen        | 137        | 34         |                 | 17              | 6               |                    | 59                 | 15                 |             | -           | -           | 213    | 55     |        |
| mar.-mag. 2017               | Orenburg                     | PL                           | 11+1       | 1+0        |                 | -               | -               |                    | -                  | -                  |             | -           | -           | 12     | 1      |        |
| lug.-nov. 2017               | Orenburg                     | PNF Ligi                     | 15         | 3          | CR              | 2               | 0               |                    | -                  | -                  |             | -           | -           | 17     | 3      |        |
| Totale Orenburg              | Totale Orenburg              | Totale Orenburg              | 27         | 4          |                 | 2               | 0               |                    | -                  | -                  |             | -           | -           | 29     | 4      |        |
| gen.-mag. 2018               | Anorthosis                   | AK                           | 5+9        | 5+6        | CC              | 2               | 0               |                    | -                  | -                  |             | -           | -           | 16     | 11     |        |
| 2018-2019                    | Anorthosis                   | AK                           | 19+10      | 7+4        | CC              | 1               | 2               | UEL                | 2                  | 0                  | -           | -           | -           | 32     | 13     |        |
| 2019-2020                    | Anorthosis                   | AK                           | 20         | 5          | CC              | 2               | 1               | -                  | -                  | -                  | -           | -           | -           | 22     | 6      |        |
| Totale Anorthosis            | Totale Anorthosis            | Totale Anorthosis            | 44+19      | 17+10      |                 | 5               | 3               |                    | 2                  | 0                  |             | -           | -           | 70     | 30     |        |
| 2020-2021                    | Omonia                       | AK                           | 20+4       | 2          | CC              | 2               | 0               | UCL+UEL            | 4+5                | 0+0                | -           | -           | -           | 35     | 2      |        |
| 2021-gen. 2022               | Omonia                       | AK                           | 5          | 2          | CC              | 0               | 0               | UCL+UEL+UECL       | 2+1+4              | 0+0+1              | SC          | 1           | 0           | 13     | 3      |        |
| Totale Omonia Nicosia        | Totale Omonia Nicosia        | Totale Omonia Nicosia        | 25+4       | 4          |                 | 2               | 0               |                    | 16                 | 1                  |             | 1           | 0           | 48     | 5      |        |
| gen.-giu. 2022               | Ethnikos Achnas              | AK                           | 7+9        | 2+3        | CC              | 6               | 4               | -                  | -                  | -                  | -           | -           | -           | 22     | 9      |        |
| 2022-2023                    | Karmiōtissa                  | AK                           | 21+12      | 4+2        | CC              | 2               | 0               | -                  | -                  | -                  | -           | -           | -           | 35     | 6      |        |
| Totale carriera              | Totale carriera              | Totale carriera              | 438        | 102        |                 | 43              | 15              |                    | 83                 | 20                 |             | 1           | 0           | 565    | 137    |        |

### Cronologia presenze e reti in nazionale
| Cronologia completa delle presenze e delle reti in nazionale ― Danimarca | Cronologia completa delle presenze e delle reti in nazionale ― Danimarca | Cronologia completa delle presenze e delle reti in nazionale ― Danimarca | Cronologia completa delle presenze e delle reti in nazionale ― Danimarca | Cronologia completa delle presenze e delle reti in nazionale ― Danimarca | Cronologia completa delle presenze e delle reti in nazionale ― Danimarca | Cronologia completa delle presenze e delle reti in nazionale ― Danimarca | Cronologia completa delle presenze e delle reti in nazionale ― Danimarca |
| Data                                                                     | Città                                                                    | In casa                                                                  | Risultato                                                                | Ospiti                                                                   | Competizione                                                             | Reti                                                                     | Note                                                                     |
| ------------------------------------------------------------------------ | ------------------------------------------------------------------------ | ------------------------------------------------------------------------ | ------------------------------------------------------------------------ | ------------------------------------------------------------------------ | ------------------------------------------------------------------------ | ------------------------------------------------------------------------ | ------------------------------------------------------------------------ |
| 15-8-2012                                                                | Odense                                                                   | Danimarca                                                                | 1 – 3                                                                    | Slovacchia                                                               | Amichevole                                                               | -                                                                        | 46’                                                                      |
| 7-9-2012                                                                 | Vilnius                                                                  | Lituania                                                                 | 1 – 1                                                                    | Slovacchia                                                               | Qual. Mondiali 2014                                                      | -                                                                        |                                                                          |
| 12-10-2012                                                               | Bratislava                                                               | Slovacchia                                                               | 2 – 1                                                                    | Lettonia                                                                 | Qual. Mondiali 2014                                                      | -                                                                        | 44’                                                                      |
| 16-10-2012                                                               | Bratislava                                                               | Slovacchia                                                               | 0 – 1                                                                    | Grecia                                                                   | Qual. Mondiali 2014                                                      | -                                                                        | 72’                                                                      |
| 14-11-2012                                                               | Olomouc                                                                  | Rep. Ceca                                                                | 3 – 0                                                                    | Slovacchia                                                               | Amichevole                                                               | -                                                                        | 46’                                                                      |
| 6-2-2013                                                                 | Bruges                                                                   | Belgio                                                                   | 2 – 1                                                                    | Slovacchia                                                               | Amichevole                                                               | -                                                                        | 15’                                                                      |
| 22-3-2013                                                                | Žilina                                                                   | Slovacchia                                                               | 1 – 1                                                                    | Lituania                                                                 | Qual. Mondiali 2014                                                      | -                                                                        | 64’                                                                      |
| 26-3-2013                                                                | Žilina                                                                   | Slovacchia                                                               | 0 – 0                                                                    | Svezia                                                                   | Amichevole                                                               | -                                                                        | 71’                                                                      |
| 11-10-2013                                                               | Pireo                                                                    | Grecia                                                                   | 1 – 0                                                                    | Slovacchia                                                               | Qual. Mondiali 2014                                                      | -                                                                        | 77’                                                                      |
| 15-10-2013                                                               | Riga                                                                     | Lettonia                                                                 | 2 – 2                                                                    | Slovacchia                                                               | Qual. Mondiali 2014                                                      | -                                                                        |                                                                          |
| 15-11-2013                                                               | Breslavia                                                                | Polonia                                                                  | 0 – 2                                                                    | Slovacchia                                                               | Amichevole                                                               | -                                                                        | 63’                                                                      |
| 4-9-2014                                                                 | Žilina                                                                   | Slovacchia                                                               | 1 – 0                                                                    | Malta                                                                    | Amichevole                                                               | -                                                                        | 73’                                                                      |
| 8-9-2014                                                                 | Kiev                                                                     | Ucraina                                                                  | 0 – 1                                                                    | Slovacchia                                                               | Qual. Euro 2016                                                          | -                                                                        | 90+2’                                                                    |
| 9-10-2014                                                                | Žilina                                                                   | Slovacchia                                                               | 2 – 1                                                                    | Spagna                                                                   | Qual. Euro 2016                                                          | -                                                                        | 54’                                                                      |
| 15-11-2014                                                               | Skopje                                                                   | Macedonia                                                                | 0 – 2                                                                    | Slovacchia                                                               | Qual. Euro 2016                                                          | -                                                                        | 78’                                                                      |
| 18-11-2014                                                               | Žilina                                                                   | Slovacchia                                                               | 2 – 1                                                                    | Finlandia                                                                | Amichevole                                                               | -                                                                        | 59’                                                                      |
| 31-3-2015                                                                | Žilina                                                                   | Slovacchia                                                               | 1 – 0                                                                    | Rep. Ceca                                                                | Amichevole                                                               | -                                                                        | 60’                                                                      |
| 5-9-2015                                                                 | Oviedo                                                                   | Spagna                                                                   | 2 – 0                                                                    | Slovacchia                                                               | Qual. Euro 2016                                                          | -                                                                        | 46’                                                                      |
| 8-9-2015                                                                 | Žilina                                                                   | Slovacchia                                                               | 0 – 0                                                                    | Ucraina                                                                  | Qual. Euro 2016                                                          | -                                                                        |                                                                          |
| 9-10-2015                                                                | Žilina                                                                   | Slovacchia                                                               | 0 – 1                                                                    | Bielorussia                                                              | Qual. Euro 2016                                                          | -                                                                        |                                                                          |
| 13-11-2015                                                               | Trnava                                                                   | Slovacchia                                                               | 3 – 2                                                                    | Svizzera                                                                 | Amichevole                                                               | 2                                                                        | 90+1’                                                                    |
| 17-11-2015                                                               | Žilina                                                                   | Slovacchia                                                               | 3 – 1                                                                    | Islanda                                                                  | Amichevole                                                               | 1                                                                        | 75’                                                                      |
| 25-3-2016                                                                | Trnava                                                                   | Slovacchia                                                               | 0 – 0                                                                    | Lettonia                                                                 | Amichevole                                                               | -                                                                        |                                                                          |
| 27-5-2016                                                                | Wels                                                                     | Georgia                                                                  | 1 – 3                                                                    | Slovacchia                                                               | Amichevole                                                               | -                                                                        | 70’                                                                      |
| 29-5-2016                                                                | Augusta                                                                  | Germania                                                                 | 1 – 3                                                                    | Slovacchia                                                               | Amichevole                                                               | 1                                                                        | 68’                                                                      |
| 4-6-2016                                                                 | Trnava                                                                   | Slovacchia                                                               | 0 – 0                                                                    | Irlanda del Nord                                                         | Amichevole                                                               | -                                                                        | 65’                                                                      |
| 11-6-2016                                                                | Bordeaux                                                                 | Galles                                                                   | 2 – 1                                                                    | Slovacchia                                                               | Euro 2016 - 1º turno                                                     | -                                                                        | 59’                                                                      |
| 15-6-2016                                                                | Lilla                                                                    | Russia                                                                   | 1 – 2                                                                    | Slovacchia                                                               | Euro 2016 - 1º turno                                                     | -                                                                        | 80’                                                                      |
| 26-6-2016                                                                | Lilla                                                                    | Germania                                                                 | 3 – 0                                                                    | Slovacchia                                                               | Euro 2016 - Ottavi di finale                                             | -                                                                        | 64’                                                                      |
| 4-9-2016                                                                 | Trnava                                                                   | Slovacchia                                                               | 0 – 1                                                                    | Inghilterra                                                              | Qual. Mondiali 2018                                                      | -                                                                        |                                                                          |
| 8-10-2016                                                                | Lubiana                                                                  | Slovenia                                                                 | 1 – 0                                                                    | Slovacchia                                                               | Qual. Mondiali 2018                                                      | -                                                                        | 79’ 84’                                                                  |
| 11-10-2016                                                               | Trnava                                                                   | Slovacchia                                                               | 3 – 0                                                                    | Scozia                                                                   | Qual. Mondiali 2018                                                      | -                                                                        |                                                                          |
| 11-11-2016                                                               | Trnava                                                                   | Slovacchia                                                               | 4 – 0                                                                    | Lituania                                                                 | Qual. Mondiali 2018                                                      | -                                                                        | 77’                                                                      |
| 15-11-2016                                                               | Vienna                                                                   | Austria                                                                  | 0 – 0                                                                    | Slovacchia                                                               | Amichevole                                                               | -                                                                        |                                                                          |
| 26-3-2017                                                                | Ta' Qali                                                                 | Malta                                                                    | 1 – 3                                                                    | Slovacchia                                                               | Qual. Mondiali 2018                                                      | -                                                                        | 74’                                                                      |
| 4-9-2017                                                                 | Londra                                                                   | Inghilterra                                                              | 2 – 1                                                                    | Slovacchia                                                               | Qual. Mondiali 2018                                                      | -                                                                        | 69’                                                                      |
| 22-3-2018                                                                | Bangkok                                                                  | Slovacchia                                                               | 2 – 1                                                                    | Emirati Arabi Uniti                                                      | Amichevole                                                               | 1                                                                        |                                                                          |
| 31-5-2018                                                                | Trnava                                                                   | Slovacchia                                                               | 1 – 1                                                                    | Paesi Bassi                                                              | Amichevole                                                               | -                                                                        | 63’                                                                      |
| 4-6-2018                                                                 | Ginevra                                                                  | Slovacchia                                                               | 1 – 2                                                                    | Marocco                                                                  | Amichevole                                                               | -                                                                        | 46’                                                                      |
| 5-9-2018                                                                 | Trnava                                                                   | Slovacchia                                                               | 3 – 0                                                                    | Danimarca                                                                | Amichevole                                                               | -                                                                        | 46’                                                                      |
| 16-11-2018                                                               | Trnava                                                                   | Slovacchia                                                               | 4 – 1                                                                    | Ucraina                                                                  | UEFA Nations League 2018-2019 - 1º turno                                 | -                                                                        | 82’                                                                      |
| 24-3-2019                                                                | Cardiff                                                                  | Galles                                                                   | 1 – 0                                                                    | Slovacchia                                                               | Qual. Euro 2020                                                          | -                                                                        | 65’ 69’                                                                  |
| 6-9-2019                                                                 | Bratislava                                                               | Slovacchia                                                               | 0 – 4                                                                    | Croazia                                                                  | Qual. Euro 2020                                                          | -                                                                        | 79’                                                                      |
| 9-9-2019                                                                 | Budapest                                                                 | Ungheria                                                                 | 1 – 2                                                                    | Slovacchia                                                               | Qual. Euro 2020                                                          | -                                                                        | 77’                                                                      |
| 13-10-2019                                                               | Bratislava                                                               | Slovacchia                                                               | 1 – 1                                                                    | Paraguay                                                                 | Amichevole                                                               | -                                                                        |                                                                          |
| 16-11-2019                                                               | Fiume                                                                    | Croazia                                                                  | 3 – 1                                                                    | Slovacchia                                                               | Qual. Euro 2020                                                          | -                                                                        | 72’                                                                      |
| 19-11-2019                                                               | Trnava                                                                   | Slovacchia                                                               | 2 – 0                                                                    | Azerbaigian                                                              | Qual. Euro 2020                                                          | -                                                                        | 71’                                                                      |
| 7-9-2020                                                                 | Netanya                                                                  | Israele                                                                  | 1 – 1                                                                    | Slovacchia                                                               | UEFA Nations League 2020-2021 - 1º turno                                 | 1                                                                        | 78’                                                                      |
| 12-11-2020                                                               | Belfast                                                                  | Irlanda del Nord                                                         | 1 – 2 dts                                                                | Slovacchia                                                               | Qual. Euro 2020                                                          | 1                                                                        | 65’                                                                      |
| 15-11-2020                                                               | Trnava                                                                   | Slovacchia                                                               | 1 – 0                                                                    | Scozia                                                                   | UEFA Nations League 2020-2021 - 1º turno                                 | -                                                                        | 90+3’                                                                    |
| 18-11-2020                                                               | Plzeň                                                                    | Rep. Ceca                                                                | 2 – 0                                                                    | Slovacchia                                                               | UEFA Nations League 2020-2021 - 1º turno                                 | -                                                                        | 81’                                                                      |
| 24-3-2021                                                                | Nicosia                                                                  | Cipro                                                                    | 0 – 0                                                                    | Slovacchia                                                               | Qual. Mondiali 2022                                                      | -                                                                        | 60’                                                                      |
| 27-3-2021                                                                | Trnava                                                                   | Slovacchia                                                               | 2 – 2                                                                    | Malta                                                                    | Qual. Mondiali 2022                                                      | -                                                                        | 40’ 46’                                                                  |
| 30-3-2021                                                                | Trnava                                                                   | Slovacchia                                                               | 2 – 1                                                                    | Russia                                                                   | Qual. Mondiali 2022                                                      | -                                                                        | 76’                                                                      |
| 1-6-2021                                                                 | Ried im Innkreis                                                         | Bulgaria                                                                 | 1 – 1                                                                    | Slovacchia                                                               | Amichevole                                                               | -                                                                        | 81’                                                                      |
| 6-6-2021                                                                 | Vienna                                                                   | Austria                                                                  | 0 – 0                                                                    | Slovacchia                                                               | Amichevole                                                               | -                                                                        | 7’                                                                       |
| 14-6-2021                                                                | San Pietroburgo                                                          | Polonia                                                                  | 1 – 2                                                                    | Slovacchia                                                               | Euro 2020 - 1º turno                                                     | -                                                                        | 87’                                                                      |
| 18-6-2021                                                                | San Pietroburgo                                                          | Svezia                                                                   | 1 – 0                                                                    | Slovacchia                                                               | Euro 2020 - 1º turno                                                     | -                                                                        | 84’                                                                      |
| 23-6-2021                                                                | Siviglia                                                                 | Slovacchia                                                               | 0 – 5                                                                    | Spagna                                                                   | Euro 2020 - 1º turno                                                     | -                                                                        | 46’                                                                      |
| Totale                                                                   |                                                                          | Presenze                                                                 | 59                                                                       |                                                                          | Reti                                                                     | 7                                                                        |                                                                          |

## Palmarès

### Club

#### Competizioni nazionali
- Campionato ceco: 3

Viktoria Plzeň: 2010-2011, 2012-2013, 2015-2016
- Supercoppa della Repubblica Ceca: 2

Viktoria Plzeň: 2011, 2015
- Pervenstvo Futbol'noj Nacional'noj Ligi: 1

Orenburg: 2017-2018
- Campionato cipriota: 1

Omonia: 2020-2021
- Supercoppa di Cipro: 1

Omonia: 2021
- Coppa di Cipro: 1

Omonia: 2021-2022
- Coppa di Slovacchia: 1

Spartak Trnava: 2024-2025